# Isola Fergusson
L'isola Fergusson è un'isola della Papua Nuova Guinea.

## Geografia e ambiente
L'isola Fergusson è la principale dell'arcipelago delle isole di D'Entrecasteaux. Con un'area di 1.437 km² l'isola si colloca al 261º posto tra le isole più grandi del mondo. Lo sviluppo costiero è di circa 244 km. Di carattere prevalentemente montuoso l'isola ha un clima tropicale ed è ricoperta in gran parte dalla foresta pluviale.
Fergusson si trova a circa 3 km dall'isola Normanby separate dallo stretto di Dawson e a 4 km dall'isola Goodenough separate dallo stretto di Moresby.
Nell'isola ci sono 3 vulcani e la cima principale è il monte Kilkerran che arriva a 2.073 metri s.l.m. seguita dal monte Maybole la cui cima si trova a 1.665 metri s.l.m..
Sia le zone montagnose che i pendii dell'isola sono riccamente ricoperti di vegetazione che ospita alcune specie minacciate d'estinzione tra le quali l'Opossum striato dell'isola Fergusson (Dactylopsila tatei).
Le aree costiere dell'isola sono spesso adibite a pascolo o terreni agricoli.

## Fonti
- L'isola Fergusson nel sito Oceandots.com, su oceandots.com.
- Copia archiviata, su islands.unep.ch. URL consultato il 21 giugno 2017 (archiviato dall'url originale il 22 aprile 2012).